# Aschheim
Aschheim (in bavarese Oscham) è un comune tedesco di 6 879 abitanti, situato nel Circondario di Monaco di Baviera, nel land della Baviera.
È un sobborgo orientale di Monaco di Baviera, formato da due centri abitati: Aschheim e Dornach.